# Crossopetalum enervium
Crossopetalum enervium là một loài thực vật có hoa trong họ Dây gối. Loài này được Hammel mô tả khoa học đầu tiên năm 1997.